# Daher
Pour les articles homonymes, voir Daher (homonymie).
 (mars 2024).
Daher est un groupe français familial (détenu à 87,5 % par la famille Daher) présent sur trois domaines d'activités liés à l'aéronautique : constructeur d'avions, équipements & systèmes aéronautiques et logistique & services. Le groupe avait un chiffre d'affaires de 1,8 milliard d'euros en 2024

## Historique

### Daher, armateur pour l'industrie
En 1863, Alphonse Barban crée à Marseille la compagnie, reprise par la suite par le négociant syrien Paul Daher, en 1898 qu'il renomme Daher & Cie, l'activité de la société se limite alors au transport maritime et au négoce en produits de fonderie.
En 1880, Daher se spécialise dans le transport de matériels lourds et assure le transport d’une importante cargaison de rails sur le bateau « Herald of Morning ». Il effectue la traversée Marseille – San Francisco en 100 jours et bat le record du monde de l’époque.
C'est en 1920 que Daher ouvre une filière d'affrètement et se tourne vers l'international. En 1921 la société réalise le transport des deux premiers grands pipelines sur le Proche-Orient et devient une référence dans le monde de l'énergie.
C'est dans les années 1930 que Daher accompagne la grande industrie exportatrice et devient l'expert du transport maritime de locomotives, wagons et voitures.
En 1974, en plein choc pétrolier, la France programme la construction de 50 centrales nucléaires. Daher mobilise trois grues, d'une capacité de levage de 550 tonnes, pendant 2 ans sur chaque chantier de centrale.

### Daher, partenaire logistique global
Dans les années 1980, les industriels commencent de plus en plus à externaliser leur logistique. La société les accompagne dans ce virage et devient un partenaire global pour de nombreuses sociétés industrielles et de biens de consommation.
Déjà partenaire d'Airbus pour le transport de tronçons, Daher est choisi en 1989 pour transporter, d'Angleterre jusqu'à Toulouse, la porte avant du Beluga et son support. Parti par navire de Southampton en Angleterre, le convoi a pour destination Toulouse. Pour la bonne réalisation de ce projet, Daher a dû inventer une route qui reste aujourd'hui, dans ses grandes lignes, celle utilisée par les convois de l'A380.
En 1990, Daher accompagne les industriels français, EDF et Areva en tête. Le Groupe est chargé d'assurer l'approvisionnement de tous les composants permettant la construction de Daya Bay, la première centrale nucléaire de technologie française construite en Chine.
La chute du mur de Berlin ouvre les échanges avec les pays de l'est. Daher remporte en 1994 le contrat pour Technip de la raffinerie d'Omsk en Sibérie. Via les mers de l'arctique et le fleuve Ob, prisonniers des glaces 10 mois sur 12, Daher achemine 11 000 m3 d’équipements industriels jusque sur le site de construction.

### Daher, le développement du modèle «Industrie & Services»
En 1999, Lhotellier Montrichard est acquise par Daher.
En 2001, Daher est un acteur majeur sur le marché de la distribution d'air avec les tuyauteries composites. Pour pouvoir prendre une place de leader européen sur les Systèmes de Distribution de Fluide, Daher doit intégrer dans son offre des tuyauteries métalliques indispensables pour les circuits haute-pression et haute-température. En février 2001, Lacroix Lucaero rejoint le groupe et apporte toute sa technologie en tuyauterie métallique.
En 2003, Daher reprend Manutex à Saint-Nazaire. Avec une centaine de personnes, cette société produit les matelas d'isolation pour les tronçons d'Airbus assemblés sur le site de Gron. Daher profitera de cette opportunité pour proposer à Airbus de venir installer les matelas sur les tronçons ainsi que les équipements d'autres fournisseurs et pour réaliser des prestations de logistique industrielle,.
En 2003, Rolls-Royce Turbine vend son unité d'emballage "Sawley Packaging" à Daher. La nouvelle filiale du groupe met alors en place un système d'approvisionnement des lignes d'assemblage de turbines avec des caisses navette suivies par RFID et permet à Rolls-Royce une économie de 30 % de ses coûts logistiques, !
En 2007, NCS, entreprise spécialisée dans le transport de matière nucléaire est acquise par Daher,.
En 2009, Socata est acquise par le groupe,. En 2009, Daher, détenu depuis 147 ans par la famille Daher, devient le premier investissement du FSI (le Fonds Stratégique d'investissement). Ce nouvel actionnaire permettra au groupe d'accélérer son développement.
Vanatome et Verdelet, spécialistes incontestés des vannes et équipements clés pour le nucléaire et l'énergie, rejoignent Daher en 2011.
En 2013, le groupe Daher annonce en novembre la reprise de l'équipementier aéronautique Dyonix et lance son plan Performance 2017.
En 2015, Didier Kayat est nommé Directeur Général et le Groupe crée une nouvelle identité de marque. 
En 2019, le groupe français s'implante aux États-Unis en rachetant Quest Aircraft, le fabricant de l'avion tout-terrain Kodiak. Daher fait l’acquisition du spécialiste de la soudure des composites thermoplastiques KVE Composites, aux Pays-Bas, et accroît ainsi ses capacités technologiques pour les pièces de structures aéronautiques. 
Début octobre 2020, Daher annonce qu'il diminue moins de postes que prévu, grâce à un soutien de l'État français en pleine crise du Covid-19. Au total, 679 postes sont supprimés dans un contexte qui devrait faire perdre entre 300 et 400 millions d'euros sur son chiffre d'affaires./

### Engagement dans la défense
Daher fabriquait des pièces d'avions et d'hélicoptères militaires pour Airbus et Dassault, sa seule production militaire pour un chiffre d'affaires de 300 millions d'euros, mais n'avait jamais fabriqué d'armement. En juin 2024,  le conseil de surveillance du groupe a autorisé Daher à répondre à des appels d'offres de la Direction générale de l'armement (DGA) française, dont notamment pour des pièces de Rafales, d'A400M, d'aillettes de missiles ou encore pour la fourniture d'un drone MALE (moyenne altitude, longue distance), un démonstrateur devant être produit dans les 18 mois sur base du TBM

## Activités

### Constructeur d'avions
Daher conçoit et produit deux gammes d’avions mono-turbopropulseurs : le Kodiak et le TBM. Aujourd’hui[Quand ?], plus de 1 200 avions TBM et Kodiak sont en service dans le monde.
Le TBM est l’un des mono-turbopropulseurs les plus rapides du monde. Les modèles d’avions TBM actuellement en production sont le TBM 910, équipé du système avionique Garmin G1000 Nxi avec clavier physique ; et le TBM 960, l’avion Daher à la pointe de la technologie. Les avions TBM sont construits et assemblés sur le site industriel de Tarbes.
Avion multi-mission tout terrain, le Kodiak 100 Series III est un avion non pressurisé de 10 places équipé de l’avionique Garmin G1000 NXi. Le Kodiak est construit et assemblé sur le site de Sandpoint, aux États-Unis. 
En 2019, 68 turbopropulseurs sont livrés, 53 dont 42 TBM  et 11 Kodiak le sont en 2020. En 2023, 74 sont livrés dont 56 TBM et 18 Kodiak, et une centaine de commandes sont enregistrés
Daher a mis en place un réseau de maintenance pour ses avions :
- deux principaux centres de maintenance dédiés aux TBM implantés en France et aux États-Unis ;
- un réseau de 54 centres de services.

### Équipements & systèmes aéronautiques

#### Aérostructures
Daher conçoit et assemble de grands sous-ensembles de fuselage (éléments de fuselage, trappes, carénages) ainsi que des sous-ensembles de voilure (voilure et empennage).
Partenaire des programmes aéronautiques européens majeurs (A320, A330, A350, A380, A400M, Falcon 6X, 7X, 8X, H160) et en développement auprès des grands donneurs d’ordre américains du secteur (Pratt & Whitney, Gulfstream, Boeing, Bombardier…), Daher s’appuie sur les expertises complémentaires (métallique, composite thermodur, thermoplastique, assemblage, installation) de ses sites de production implantés sur 3 continents (Europe, Amérique du Nord, Afrique du Nord). 

#### Propulsion
Daher conçoit et produit des pièces d’environnement moteurs en matériaux composites pour des motoristes, nacellistes et avionneurs, pour :
- les pylônes ;
- les nacelles ;
- les moteurs ;
- les APU (Auxiliary Power Units ou groupes auxiliaires de puissance).

#### Aménagement intérieur
Daher intervient de bout en bout sur l’aménagement commercial des avions : conception, développement, production, installation, gestion de l’ensemble de la chaîne logistique et des services après-vente, avec notamment :
- Des services in situ d’installation d’intérieurs sur avion ;
- Des produits et services clés en main pour les revêtements de sol ;
- La conception et la fabrication de cargo nets ;
- Des solutions d’isolation thermique et phonique ;
- La production de systèmes de distribution d’air.

#### Protection des matériels sensibles
Daher conçoit, fabrique et intègre des emballages standards et/ou spécifiques destinés au transport, à la manutention et au stockage de matériels sensibles (conteneurs et shelters) pour les marchés de la Défense, du spatial et du civil.

### Logistique et services
Daher travaille aujourd’hui[Quand ?] avec de nombreux groupes industriels (Airbus, Alstom, Renault, PSA, Bombardier, Safran, Rolls Royce, ArianeGroup, EDF, Caterpillar) dont il prend en charge la gestion de tout ou partie de la chaine d’approvisionnement.

#### Logistique industrielle
Daher est spécialisé dans :
- la logistique de production ;
- la logistique MRO (Maintenance, Repair, Overhaul) pour les grands donneurs d’ordre de l’aéronautique ;
- la logistique des pièces de rechange ;
- l’ingénierie logistique et l’innovation, avec notamment le développement de l’automatisation et de la numérisation (AGV, drones, blockchain, RPA, data analyse) pour améliorer la performance opérationnelle.

#### Services industriels
Daher intervient directement sur les lignes de production de ses clients ou ex-situ :
- Industrialisation (conception de méthodes de production et d’opérations) ;
- Opérations de délégation de production ;
- Prestations de parachèvement (Outstanding Work (OSW) ou travaux restants) spécifiques à chaque appareil ;
- Installation/équipements des cabines.

#### Transport & Projets
Daher organise et opère des transports complexes ou exceptionnels pour le compte de ses clients : 
- Transport et manutention exceptionnels de pièces aéronautiques ;
- Transport sur des projets industriels complexes. Depuis 2012, Daher est ainsi le prestataire logistique global (Unique Lead Logistics Service Provider) du projet  ITER, projet scientifique d’énergie par fusion[33].
- Soutien logistique pour les opérations du secteur de la Défense (affrètement d’avions, affrètement de navires, solutions multimodales, OPEX).

Dans ce cadre, Daher assure le suivi des opérations via des outils de supervision et/ou d’analyse propriétaires (Control Room, Daher Analytics, E-Road book…).

#### Services nucléaires
Implanté en France, en Allemagne et aux États-Unis, Daher réalise des prestations intégrées qui incluent l’ingénierie, la maîtrise d’œuvre et les opérations pour le compte des grands donneurs d’ordre internationaux du secteur nucléaire :
- Maîtrise d’œuvre & systèmes clés en main ;
- Démantèlement & assainissement ;
- PGAC (Prestations Globales d’Assistance Chantier pour les sites nucléaires) ;
- Maintenance & support opérationnel ;
- Installations nucléaires ;
- Transport.

Daher conçoit, produit et assure la qualification de produits couvrant toutes les technologies requises pour tous les systèmes nucléaires ou de l’industrie.

## Le Groupe Daher

### Structure du groupe
|                            | Siège                  | SIREN       |      | CA     | Rés.      | Effectif |
| -------------------------- | ---------------------- | ----------- | ---- | ------ | --------- | -------- |
| Daher Aerospace            | Saint Julien de Chedon | 597 020 841 | 2018 | 985 M€ | + 17,6 M€ | 6 536    |
| Daher Technologies         | Marignane              | 068 803 055 | 2018 | 115 M€ | +2,6 M€   | 848      |
| Compagnie Daher            | Marseille              | 054 807 284 | 2018 | 26 M€  | + 9,7 M€  | 11       |
| Daher Valves               | Saint Vallier          | 482 981 644 | 2018 | 14 M€  | - 3,3 M€  | 90       |
| Daher Nuclear Technologies | Marignane              | 394 239 909 | 2018 | 12 M€  | - 1,8 M€  | 105      |
| CoreDaher                  | Marseille              | 775 557 440 | 2018 | nc     | + 7 M€    | nc       |

### Implantations
Daher est implanté dans 20 pays. En France, Daher est notamment présent dans le sud-ouest, avec le site de production Tarbes et ses activités de logistique aéronautique en région toulousaine ; dans l’ouest et le centre du pays où se trouvent notamment ses usines de Nantes et Saint-Julien-de-Chédon ; et dans le sud-est, avec des activités de logistique industrielle pour le compte d’Airbus Helicopters à Marignane. À l’international, le Groupe est principalement implanté en Europe (Allemagne, Royaume-Uni) et en Amérique du Nord (États-Unis, Mexique, Canada).